# Myxochlamys amphiloxa
Myxochlamys amphiloxa är en enhjärtbladig växtart som beskrevs av R.J.Searle. Myxochlamys amphiloxa ingår i släktet Myxochlamys och familjen Zingiberaceae. Inga underarter finns listade i Catalogue of Life.